# Сплінтер
Майстер Сплінтер — вигаданий персонаж всесвіту черепашок ніндзя, майстер бойових мистецтв, який навчає черепашок, чемпіон Міжгалактичної Битви Нексус. Він готовий завжди підняти дух команди. Сплінтер був ручним щуром майстра ніндзя Хамато Йоші. Шреддер вбив Йоші, а Сплінтер потрапив до каналізації, де знайшов черепашок у мутагені та сам став великим щуром. Він згадав уроки майстра Йоші та навчив бойових мистецтв своїх черепашок, які з часом стали командою ніндзя.

## Історія
Хамато Йоші був почесним хранителем добрих і благородних утромів. Коли майстер Йоші тренувався, Сплінтер повторював за своїм господарем.
Все було б гаразд, якби не втік з в'язниці та не прилетів на Землю злий утром на ім'я Ч'релл. Союзники Ч'релла заховали його в екзокостюм, схожий на людину і він став називатися Ороку Сакі. Ч'релл використав легенду про жахливого Шреддера і конфіскував його обладунок, тим самим він створив собі два імені. Шредер заснував клан Фут, який перетворився на кримінальну імперію у двадцятому столітті. Шреддер також об'єднався з бандою пурпурових драконів, яку очолював Хан. Наприкінці двадцятого століття Ороку Сакі приймає до себе покинуту дівчину Караї. Лише вона й утроми знали правду про нього. Щоб посилити свою владу в Нью-Йорку і визначити місцезнаходження утромів йому треба було знищити хранителя утромів майстра Йоші.
Шреддер зібрав майже всю свою «армію» і доручив Ханові вбити Йоші, але Сплінтер не дав цього зробити, він стрибнув і подряпав Ханові обличчя, шрами якого залишилися на все життя. Хамато Йоші довго опирався, але сили були не рівні. Шреддер намагався змусити Йоші виказати місцезнаходження утромів, але Йоші не здався і заплатив за це своїм життям.
Одного разу, хлопчик випустив з рук банку з чотирма маленькими черепашками, і вони впали через каналізаційну решітку. А поблизу їхала вантажівка з хімікатами. Але одна каністра випала, розбилася, і хімікати потекли у каналізацію, і вилилися на черепашок. Але на щастя їх знайшов щур, але він теж вляпався у хімікати. Минали роки, і через хімікати черепашки та щур почали рости. Сплінтер дав їм імена відомих майстрів епохи Відродження. Майстер Сплінтер згадав уроки свого вчителя і зараз навчає черепашок, щоб помститися за майстра Йоші та знищити зло назавжди. Так, щур став батьком і вчителем ніндзя.

## Черепашки Ніндзя (мультсеріал, 1987—1996)
У першому мультсеріалі історія Сплінтера зазнала трансформації. За легендою Сплінтер і був Хамато Йоші, він навчав бійців клану Фут боротися за добро і справедливість. Але Ороку Сакі (Шреддер) захотів зайняти місце лідера і коли Йоші повинен був нахилитися перед старшими, підсунув йому за пояс кімоно ніж. Йоші не зміг нахилитися, це було зрозуміло як прояв хамства і неповаги. Коли ж він дістав з-за спини ніж, всі вирішили що Йоші замишляв вбивство, його вигнали з клану, а лідером став Ороку Сакі.
У каналізації Йоші знайшов черепашок, а після то, як туди потрапили мутагенні відходи, черепахи стали трансформуватися, а Хамато Йоші мутував в гігантського щура.

## Особистість
Майстер Сплінтер зображується як мудрий, розумний і досвідчений викладач бойових мистецтв. Він майже завжди спокійний і навіть тоді, коли сердиться, намагається не підвищувати голос.
Сплінтер, як і його сенсей Хамато Йоші є чемпіоном Міжгалактичної Битви Нексус.